# Flavio Perlaza
Flavio Arturo Perlaza (Esmeraldas, 7 oktober 1952) is een voormalig profvoetballer uit Ecuador, die speelde als verdediger gedurende zijn carrière.

## Clubcarrière
Perlaza kwam uit voor de twee topclubs in Ecuador: Club Deportivo El Nacional en Barcelona SC. Hij sloot zijn loopbaan af in 1988.

## Interlandcarrière
Perlaza, bijgenaamd El Fantasma, speelde in totaal 24 interlands (één doelpunt) voor Ecuador in de periode 1979-1985. Onder leiding van bondscoach Héctor Morales maakte hij zijn debuut op 13 juni 1979 in de vriendschappelijke uitwedstrijd tegen Chili (0-0), net als José Francisco Paes. Hij nam met zijn vaderland deel aan de strijd om de Copa América 1979.
| Interlands van Flavio Perlaza voor Ecuador | Interlands van Flavio Perlaza voor Ecuador | Interlands van Flavio Perlaza voor Ecuador | Interlands van Flavio Perlaza voor Ecuador | Interlands van Flavio Perlaza voor Ecuador | Interlands van Flavio Perlaza voor Ecuador |
| №                                          | Datum                                      | Wedstrijd                                  | Uitslag                                    | Competitie                                 | Goals                                      |
| Als speler van Barcelona Sporting Club     | Als speler van Barcelona Sporting Club     | Als speler van Barcelona Sporting Club     | Als speler van Barcelona Sporting Club     | Als speler van Barcelona Sporting Club     | Als speler van Barcelona Sporting Club     |
| ------------------------------------------ | ------------------------------------------ | ------------------------------------------ | ------------------------------------------ | ------------------------------------------ | ------------------------------------------ |
| 1                                          | 13 juni 1979                               | Chili – Ecuador                            | 0 – 0                                      | Vriendschappelijk                          | 0                                          |
| 2                                          | 21 juni 1979                               | Ecuador – Chili                            | 2 – 1                                      | Vriendschappelijk                          | 0                                          |
| 3                                          | 11 juli 1979                               | Peru – Ecuador                             | 2 – 1                                      | Vriendschappelijk                          | 0                                          |
| 4                                          | 8 augustus 1979                            | Ecuador – Peru                             | 2 – 1                                      | Vriendschappelijk                          | 60'                                        |
| 5                                          | 29 augustus 1979                           | Ecuador – Paraguay                         | 1 – 2                                      | Copa América                               | 0                                          |
| 6                                          | 5 september 1979                           | Ecuador – Uruguay                          | 2 – 1                                      | Copa América                               | 0                                          |
| 7                                          | 13 september 1979                          | Paraguay – Ecuador                         | 2 – 0                                      | Copa América                               | 0                                          |
| 8                                          | 17 september 1979                          | Uruguay – Ecuador                          | 2 – 1                                      | Copa América                               | 0                                          |
| 9                                          | 14 februari 1981                           | Ecuador – Brazilië                         | 0 – 6                                      | Vriendschappelijk                          | 0                                          |
| 10                                         | 17 mei 1981                                | Ecuador – Paraguay                         | 1 – 0                                      | WK-kwalificatie                            | 0                                          |
| 11                                         | 24 mei 1981                                | Ecuador – Chili                            | 0 – 0                                      | WK-kwalificatie                            | 0                                          |
| 12                                         | 31 mei 1981                                | Paraguay – Ecuador                         | 3 – 1                                      | WK-kwalificatie                            | 0                                          |
| 13                                         | 14 juni 1981                               | Chili – Ecuador                            | 2 – 0                                      | WK-kwalificatie                            | 0                                          |
| 14                                         | 30 november 1984                           | Verenigde Staten – Ecuador                 | 0 – 0                                      | Vriendschappelijk                          | 0                                          |
| 15                                         | 2 december 1984                            | Verenigde Staten – Ecuador                 | 2 – 2                                      | Vriendschappelijk                          | 0                                          |
| 16                                         | 4 december 1984                            | Mexico – Ecuador                           | 3 – 2                                      | Vriendschappelijk                          | 0                                          |
| 17                                         | 7 december 1984                            | Honduras – Ecuador                         | 0 – 0                                      | Vriendschappelijk                          | 0                                          |
| 18                                         | 9 december 1984                            | Guatemala – Ecuador                        | 1 – 0                                      | Vriendschappelijk                          | 0                                          |
| 19                                         | 12 december 1984                           | El Salvador – Ecuador                      | 1 – 1                                      | Vriendschappelijk                          | 0                                          |
| 20                                         | 21 februari 1985                           | Ecuador – Bolivia                          | 3 – 0                                      | Vriendschappelijk                          | 0                                          |
| 21                                         | 3 maart 1985                               | Ecuador – Chili                            | 1 – 1                                      | WK-kwalificatie                            | 0                                          |
| 22                                         | 10 maart 1985                              | Uruguay – Ecuador                          | 2 – 1                                      | WK-kwalificatie                            | 0                                          |
| 23                                         | 17 maart 1985                              | Chili – Ecuador                            | 6 – 2                                      | WK-kwalificatie                            | 0                                          |
| 24                                         | 21 maart 1985                              | Peru – Ecuador                             | 1 – 0                                      | Vriendschappelijk                          | 0                                          |

## Erelijst
Club Deportivo El Nacional
- Campeonato Ecuatoriano

1976, 1977, 1978
 Barcelona SC
- Campeonato Ecuatoriano

1980, 1981, 1985